# We Want It
We Want It est le premier et dernier album studio du groupe allemand Laos.

L'album est réédité en 2005 avec 3 titres supplémentaires.

## Liste des morceaux
- Toutes les musiques par Laos, Jeffery, Hansmeyer et Schindler,sauf indication.

1. I Want it - 2:45
2. Why Is A Good Love - 3:42
3. Now That It’s Over - 4:15
4. Straight To The Top - 3:18
5. Jericho - 4:26
6. Heartbreak Road - 4:02
7. We Called It Love - 3:56
8. Long Shot - 3:18
9. Badlands  - 3:24
10. Higher Ground - 4:19
11. One More Night - 3:19

### Titres Bonus
1. More Than A Feeling - 4:03 - (Tom Scholz)
2. Come Tomorrow - 3:48 - (G.Laos, Faith)
3. Love Sweet Love - 4:16 - (G.Laos, Graham)

## Formation
- Gudrun Laos: Chants
- Thomas Röben: Basse
- Ralf Hansmeyer: Guitare
- Frank Fricke: Guitare
- Jörg Michael: Batterie
- Wolfgang Schindler: Claviers